# Бьяншери, Анри
Анри́ Бьяншери (фр. Henri Biancheri; 30 июля 1932, Марсель — 1 декабря 2019, Монако) — французский футболист и футбольный функционер. Играл на позиции полузащитника.

## Биография

### Клубная карьера
Родившийся в Марселе, Бьяншери в течение двух сезонов играл за «Сошо».
В 1954 году перешёл в «Анже», в составе которого играл в течение трёх сезонов. В 1957 году стал игроком «Монако», с которым были связаны главные успехи в его карьере. В составе «монегасков» Бьяншери отыграл семь сезонов, сыграв во всех турнирах 263 матча и забил 30 голов. За эти годы в составе «Монако» он дважды в 1961 и 1963 годах выигрывал чемпионский титул, а в 1960 и 1963 годах были завоёваны два Кубка Франции.
Последним клубом в его карьере был парижский «Расинг», в котором Бьяншери играл в течение двух сезонов.

### Карьера в сборной
В 1960 году за сборную Франции сыграл в матчах со сборными Польши (2:2) и Финляндии (2:1).

### Карьера функционера
С 1986 по 2005 год работал в «Монако» техническим директором и за эти годы «монегаски» добились значительных успехов, как на национальном, так и на европейском уровне.
Затем с 2005 по 2006 год работал консультантом по подбору персонала в «Марселе».

### Смерть
Скончался 1 декабря 2019 года в возрасте 87 лет.

## Достижения
«Монако»
- Чемпион Франции (2) : 1960/61, 1962/63
- Обладатель Кубка Франции (2) : 1959/60, 1962/63
- Обладатель Суперкубка Франции (1) : 1961